# Afdera (woreda)
Pour les articles homonymes, voir Afdera.
Afdera est l'un des 29 woredas de la région Afar, en Éthiopie. Lors du recensement de 2007 on y dénombrait 32 225 habitants.

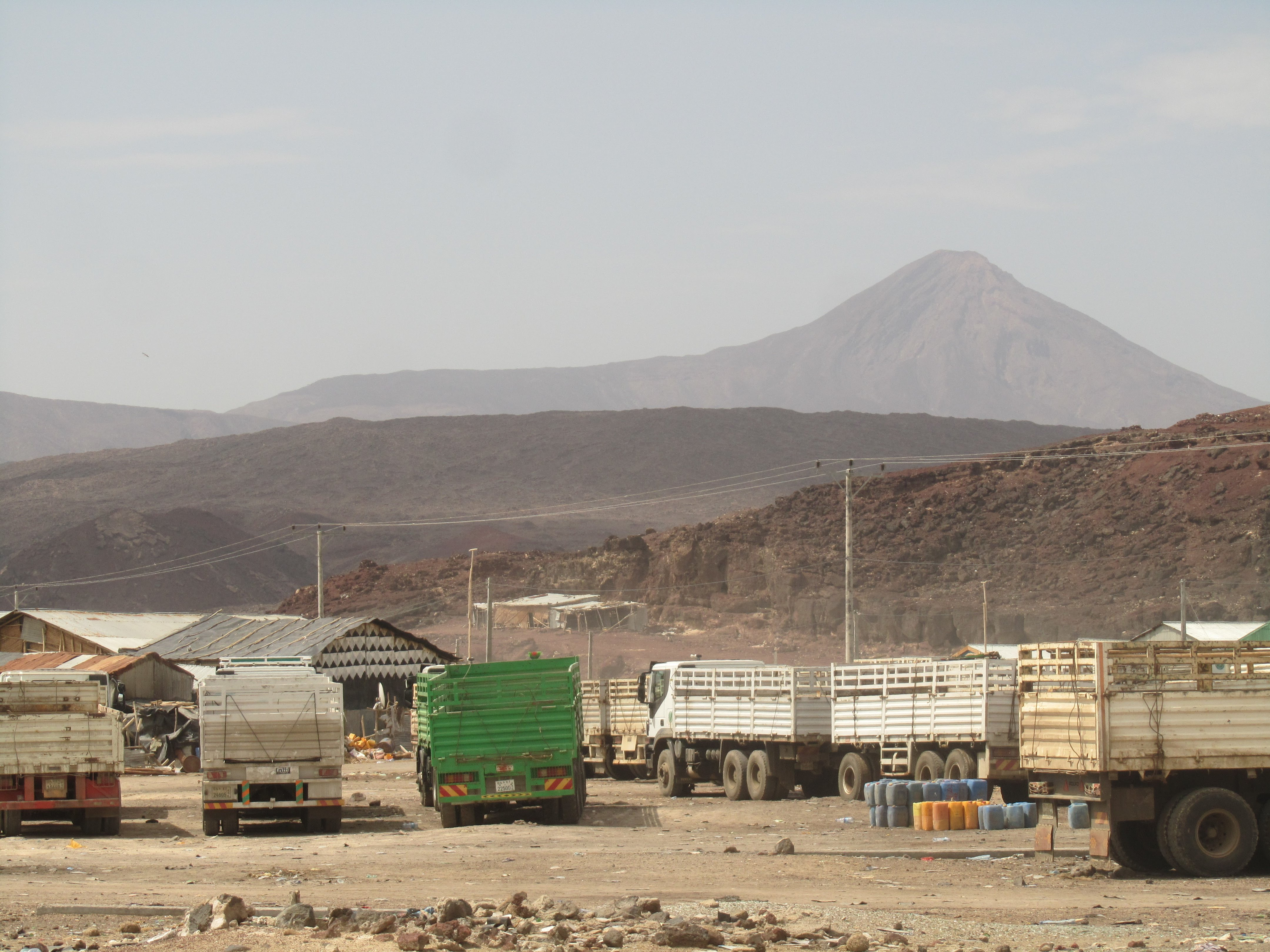
Mine de sel à Afdera